# Podnoszenie ciężarów na Letnich Igrzyskach Olimpijskich 2024 – waga do 89 kg mężczyzn
Rywalizacja w wadze do 89 kg mężczyzn w podnoszeniu ciężarów na Letnich Igrzyskach Olimpijskich 2024 została rozegrana w dniu 9 sierpnia 2024 roku na terenie hali Paris Expo Porte de Versailles.

## Terminarz
| Data       | Godzina |       |
| ---------- | ------- | ----- |
| 9 sierpnia | 15:00   | Finał |

## Wyniki
| Pozycja | Zawodnik            | Reprezentacja    | Rwanie | Rwanie | Rwanie | Rwanie | Podrzut | Podrzut | Podrzut | Podrzut | Wynik |
| Pozycja | Zawodnik            | Reprezentacja    | 1      | 2      | 3      | Wynik  | 1       | 2       | 3       | Wynik   | Wynik |
| ------- | ------------------- | ---------------- | ------ | ------ | ------ | ------ | ------- | ------- | ------- | ------- | ----- |
| złoto   | Karlos Nasar        | Bułgaria         | 173    | 177    | 180    | 180    | 213     | 224     | —       | 224 ,   | 404 , |
| srebro  | Yeison López        | Kolumbia         | 175    | 180    | 180    | 180    | 205     | 205     | 210     | 210     | 390   |
| brąz    | Antonino Pizzolato  | Włochy           | 172    | 172    | 176    | 172    | 212     | 212     | 212     | 212     | 384   |
| 4       | Marin Robu          | Mołdawia         | 170    | 175    | —      | 175    | 200     | 208     | 212     | 208     | 383   |
| 5       | Mirmostafa Javadi   | Iran             | 164    | 168    | 171    | 168    | 204     | 217     | 217     | 204     | 372   |
| 6       | Yu Dong-ju          | Korea Południowa | 163    | 163    | 168    | 168    | 203     | 211     | 217     | 203     | 371   |
| 7       | Andranik Karapetyan | Armenia          | 170    | 175    | 177    | 170    | 200     | 210     | 215     | 200     | 370   |
| 8       | Keydomar Vallenilla | Wenezuela        | 157    | 162    | 165    | 162    | 190     | 196     | 200     | 196     | 358   |
| 9       | Romain Imadouchène  | Francja          | 155    | 155    | 161    | 155    | 195     | 196     | 204     | 196     | 351   |
| 10      | Kyle Bruce          | Australia        | 143    | 148    | 148    | 148    | 182     | 182     | 188     | 182     | 330   |
| —       | Boady Santavy       | Kanada           | 158    | 163    | 166    | 163    | 186     | 187     | 188     | —       | DNF   |
| —       | Karim Abokahla      | Egipt            | 165    | 170    | 170    | 165    | —       | —       | —       | —       | DNF   |